# Boiga cyanea
Boiga cyanea är en ormart som beskrevs av Duméril, Bibron och Duméril 1854. Boiga cyanea ingår i släktet Boiga och familjen snokar. Inga underarter finns listade.
Det svenska trivialnamnet grön kattsnok används ibland.
Arten är med en genomsnittlig längd av 1,5 meter en medelstor orm. Den har en smal bål som är lite trekantig i tvärsnittet. Kroppen är täckt av grönaktiga fjäll och i översta raden på ryggens mitt är fjällen avsevärd större. Huvudet är tydlig bredare än halsen. Dessutom kännetecknas huvudet av stora ögon med lodräta pupiller samt av stora fjäll med svarta kanter. Enskilda exemplar kan bli 1,9 meter långa.
Boiga cyanea förekommer i Sydostasien från Nepal och södra Kina över östra Indien och Myanmar till Malackahalvön. Den vistas främst i skogar nära vattendrag.
Denna orm jagar groddjur, andra kräldjur, småfåglar och mindre däggdjur. Honan lägger upp till 10 ägg per tillfälle, oftast färre. Nykläckta ungar har en brunaktig färg men huvudet är redan grön. Boiga cyanea är aktiv på natten och den lyfter huvudet med öppen mun när den känner sig hotad.
Arten biter i sällsynta fall men giftet är inte farlig för friska människor. Ibland sker förväxlingar med Trimeresurus popeorum. Den senare är kraftigare byggd och den har ett mindre avplattat huvud.
Beståndet hotas lokalt av skogsröjningar. Hela populationen anses vara stabil. IUCN listar arten som livskraftig (LC).

## Bildgalleri

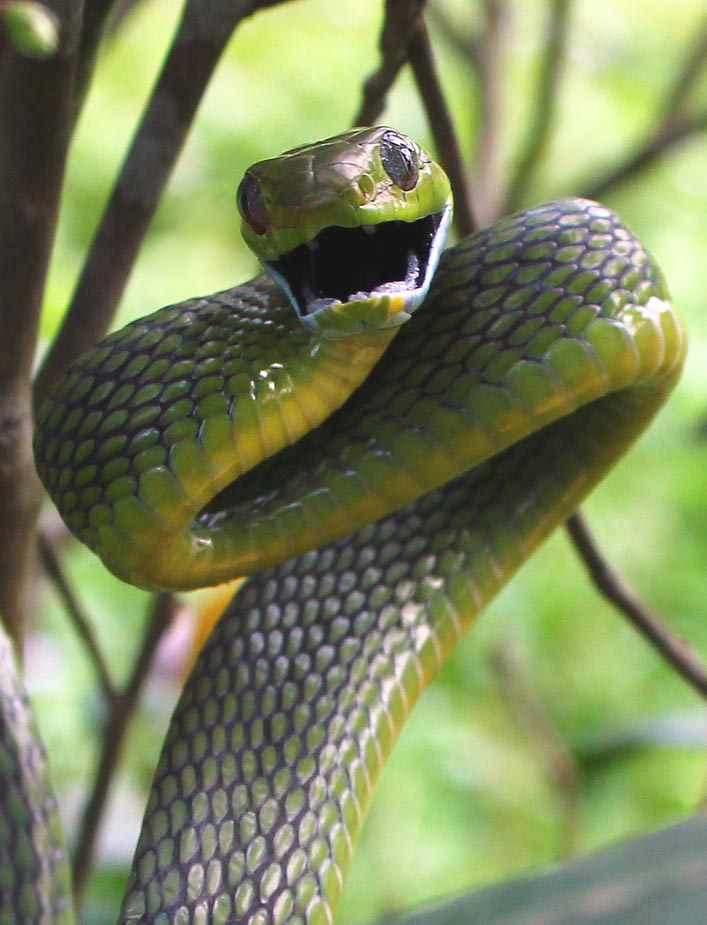
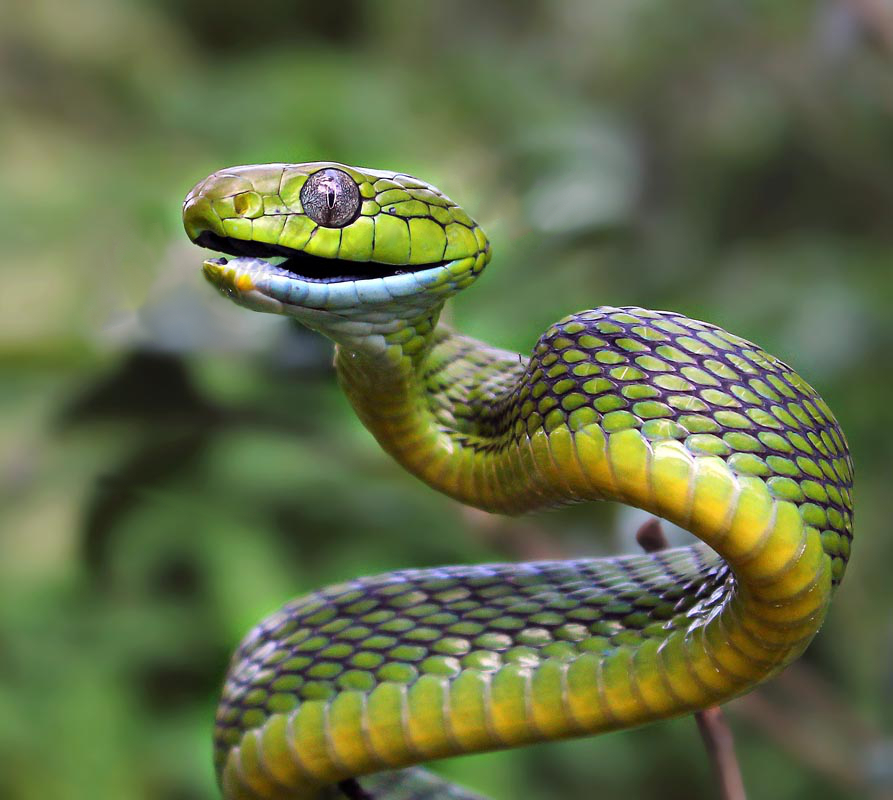
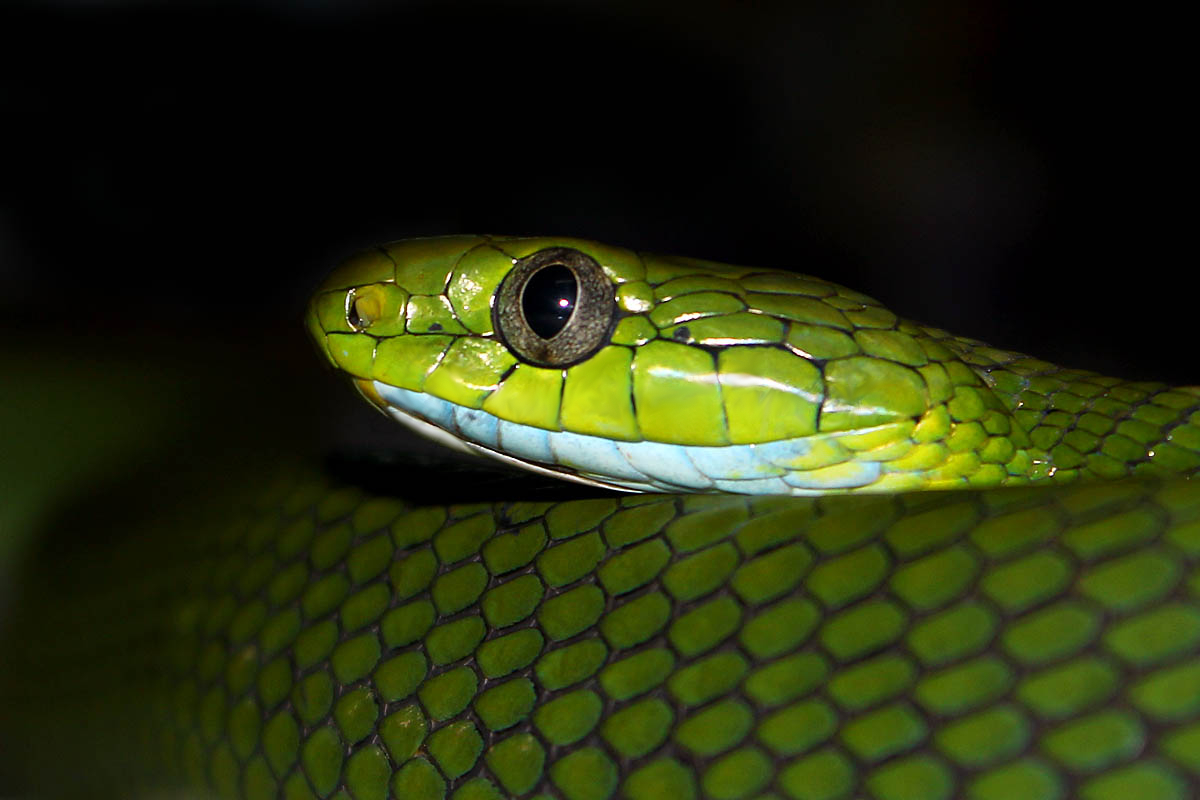